# Саяка жовтокрила
Сая́ка жовтокрила (Thraupis abbas) — вид горобцеподібних птахів родини саякових (Thraupidae). Мешкає в Мексиці і Центральній Америці.

## Опис

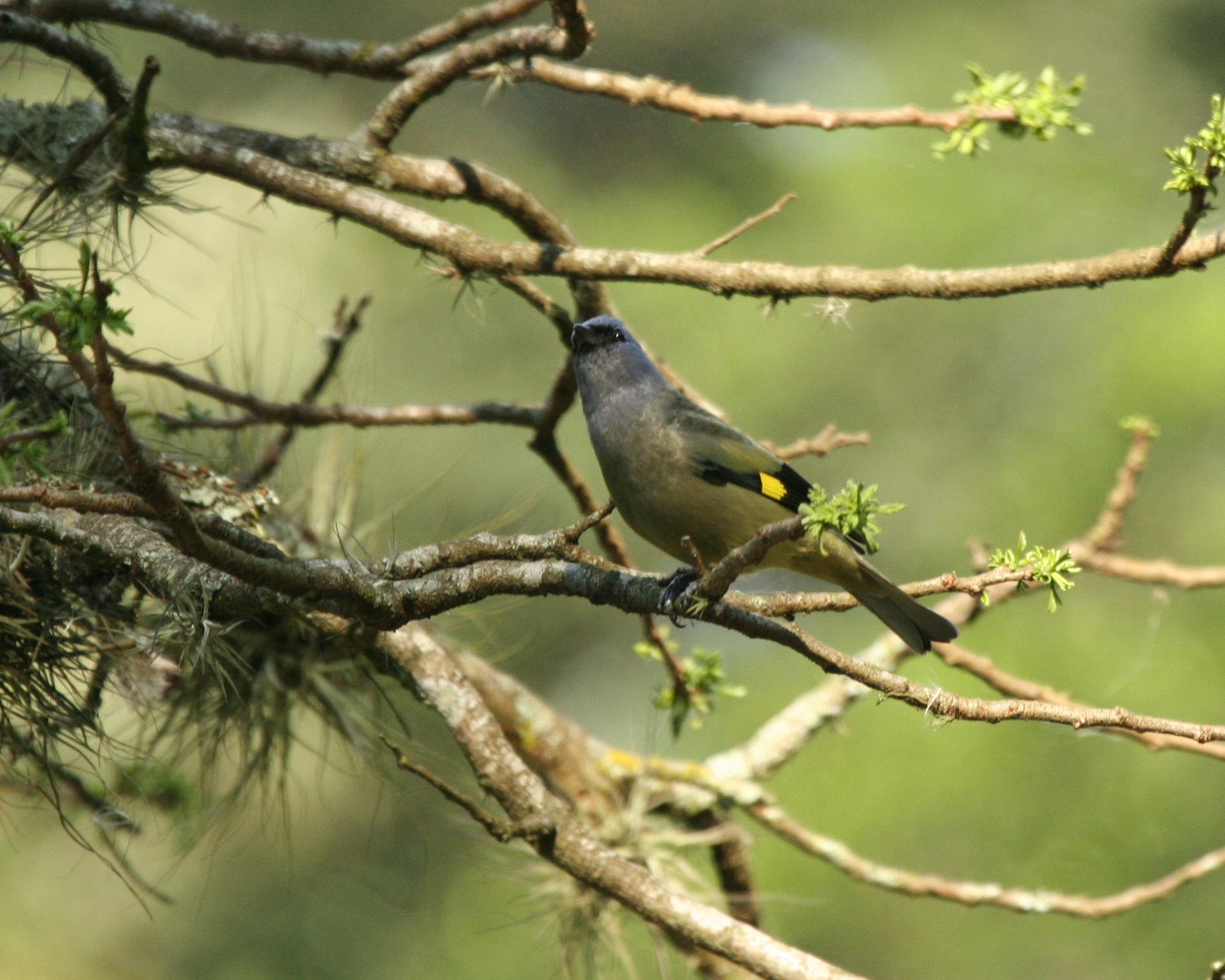
Жовтокрила саяка

Довжина птаха становить 15-17 см, вага 38-55 г. Виду не притаманний статевий диморфізм. Голова і шия блідо-фіолетові, решта тіла переважно оливкова, на спині темно-сині плями. Крила і хвіст чорнуваті, на крилах яскраво-жовті плями. Дзьоб і лапи чорні. Молоді птахи мають переважно оливково-зелене забарвлення, синій або фіолетовий відтінок в їх оперенні відсутній.

## Поширення і екологія
Жовтокрилі саяки мешкають в на південному сході Мексики, в Гватемалі, Белізі, Сальвадорі, Гондурасі, Нікарагуа і північній Коста-Риці. Вони живуть у вологих тропічних лісах, на плантаціях і в садах. Зустрічаються зграями до 50 птахів, на висоті до 1600 м над рівнем моря. Живляться плодами, комахами і нектаром. Гніздо чашоподібне, робиться з моху і листя, розміщується в кронах дерев. В кладці 3 яйця.